# Топонимия Суринама

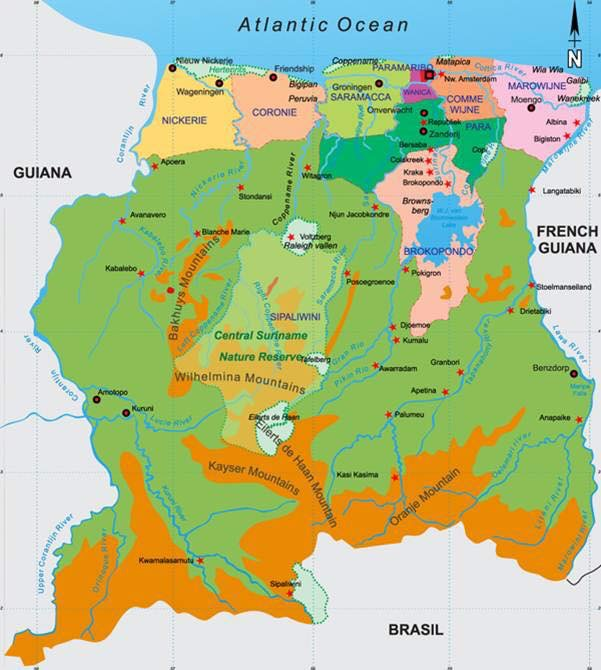
Административное деление Суринама

Топонимия Суринама — совокупность географических названий, включающая наименования природных и культурных объектов на территории Суринама. Структура и состав топонимии обусловлены такими факторами, как состав населения, история освоения и географическое положение.

## Название страны
До 1975 года страна была колонией Нидерландов и называлась Нидерландская Гвиана. После провозглашения независимости страна приняла название «Республика Суринам» — от гидронима «Суринам» — названия одной из своих главных рек. Этимологию гидронима связывают с наименованием племени суринов.

## Формирование и состав топонимии
В топонимии Суринама, как и в абсолютном большинстве стран Южной Америки, топонимисты выделяют два основных пласта — аборигенный (индейский) и европейский. К моменту начала европейской колонизации восток континента не имел постоянных поселений, и топонимия здесь сформировалась на зачаточном, микротопонимическом уровне. Формирование топонимии началось с колонизацией страны, которая неоднократно переходила из руки в руки. Так, первые постоянные поселения на территории современного Суринама создали голландцы ещё в середине XVI века, но планомерную колонизацию страны начали в 1630 году англичане, которые и дали стране её современное название. В 1667 году, по итогам Второй англо-голландской войны, Британская империя признала Суринам колонией Нидерландов, в результате чего государственным языком страны стал нидерландский, однако большинство населения говорит на «таки-таки» (или «негро-инглиш») — сочетании африканских языков с английским. После военных конфликтов с Великобританией конца XVIII — начала XIX века, в соответствии с конвенцией 1814 года англичане окончательно вернули колонию Нидерландам, основав на оставшейся части собственную колонию Британская Гвиана (ныне — Гайана).
Аборигенная топонимия сохранилась преимущественно в гидронимах. Помимо реки Суринам, по-видимому, аборигенное происхождение имеет гидроним «Коммевейне», который, предположительно, происходит от аравакских слов «кама» («тапир») и «вини» («вода»/«река»).
Ойконимы имеют, как правило, европейское происхождение. Исключение представляет столица и крупнейший город страны Парамарибо, названный так от этнонима обитавшего в этой местности индейского племени парамарибо, который на языке тупи-гуарани означает «люди большой воды» («para» — «большая многоводная река», «maribo» — «жители, обитатели»). Второй по величине город Лелидорп изначально назывался «Кофи-Дйомпо» (Kofi Djompo), но в 1905 году был переименован в честь Корнелиса Лели, который был губернатором Суринама в 1902—1905 годах. Голландское происхождение имеют также топонимы Ньив-Никкери, Мунго, Ньив-Амстердам, Мариенбург, Вагенинген, Албина, Гронинген, Брокопондо, Онвервахт.